# Hemistola
Hemistola es un género de polilla de la familia Geometridae, descrita por primera vez por William Warren en 1893 y se puede encontrar distribuido en Europa y Asia.

## Descripción
Por lo general, las especies del género Hemistola tienen los palpos cortos, las antenas bipectinada, especialmente en los machos. La tibia posterior cuenta con todos los espolones.

### Alas
El ala anterior es de margen liso, el ala posterior por lo general cuenta con una pequeña cola o un ligero codo al final del tercer radial. El ala anterior se caracteriza por tener el primer subcostal libre o brevemente anastomosado con el margen costal del ala. El ala posterior, por su parte, cuenta con el margen costal aproximado a la celda por una distancia corta.
La oruga es de proporciones moderadas, afinándose anteriormente, los puntos salientes característicos de la cabeza y el protórax muy desarrollados. El cuerpo verdoso con gránulos blancos y el reborde lateral bien desarrollado. La pupa es bastante delgada, la concha bastante delgada, el cremáster fuerte y cónico, terminando en varias cerdas ganchudas.

## Especies
El género Hemistola contiene más de 45 especies reconocidas, principalmente distribuidas en el Oriente, al menos cinco especies en África:
- H. acyra Prout, 1935
- H. aetherea Debauche, 1937
- H. alboneura Fletcher, 1961
- H. antigone Prout, 1917
- H. cinctigutta Prout, 1935
- H. christinaria Oberthür, 1916
- H. chrysoprasaria Esper, 1794
- H. detracta Walker, 1861
- H. dijuncta Walker, 1861
- H. directa Wiltshire, 1966
- H. efformata Warren, 1893
- H. ereuthopeza Prout, 1925
- H. euthes Prout, 1935
- H. flavicosta Inoue, 1982
- H. fletcheri Prout, 1935
- H. fui W.C. Chang y S.P. Wu
- H. fulvimargo Inoue, 1978
- H. fuscimargo Prout, 1935
- H. hypnopoea Prout, 1926
- H. incommoda Prout, 1912
- H. inconcinnaria Leech, 1897
- H. intermedia Djakonov, 1926
- H. isommata Prout, 1935
- H. kezukai Inoue, 1978
- H. loxiaria Guenée, 1857
- H. malachitaria Prout, 1917
- H. monotona Inoue, 1983
- H. nemoriata Staudinger, 1897
- H. orbiculosa Inoue, 1978
- H. parallelaria Leech, 1897
- H. periphanes Prout, 1935
- H. piceacola W.C. Chang y S.P. Wu
- H. rectilinea Warren, 1896
- H. rubricosta Prout, 1916
- H. rubrimargo Warren, 1893
- H. semialbida Prout, 1912
- H. siciliana Prout, 1935
- H. simplex Warren, 1899
- H. stathima Prout, 1935
- H. tenuilinea Alphéraky, 1897
- H. unicolor Thierry-Mieg, 1915
- H. veneta Butler, 1879
- H. zimmermanni Hedemann, 1879